# Giovanni Aventino
Giovanni Aventino, in realtà Giovanni di Aventino, pseudonimo italianizzato dal latino Johannes Aventinus di Johann Georg Turmair (o Thurmayr) (Abensberg, 4 luglio 1477 – Ratisbona, 9 gennaio 1534), è stato uno storico e filologo tedesco, autore del chronicon "Annales Bojorum" ("Annali dei Bavaresi") che gli valse l'epiteto di "Erodoto Bavarese".

## Biografia
Della formazione di Giovanni da Abensberg sappiamo che studiò ad Ingolstadt, Vienna, Cracovia e Parigi. Al termine della sua formazione, rientrò ad Ingolstadt (1507), ove nel 1509 venne incaricato di fare da tutore ai giovani fratelli del duca Guglielmo IV di Baviera (1493-1550), Luigi ed Ernesto, rimasti orfani del padre Alberto IV di Baviera (1447-1508). Nell'esercizio delle sue mansioni di tutore, Giovanni redasse, ad uso dei suoi pupilli, una Rudimenta grammaticae latinae (ed. 1512) e compì poi con Ernesto un viaggio in Italia nel 1515. Nel 1517, Giovanni smise i panni del tutore e si dedicò pienamente all'attività di letterato, partecipando alla fondazione della Sodalitas litteraria Angilostadensis, votata alla conservazione dei manoscritti, che ebbe però vita breve, venendo chiusa nel 1520. Il duca Guglielmo nominò Giovanni storico ufficiale della Baviera ed il letterato seppe ben sfruttare la sua condizione redigendo il chronicon "Annales Bojorum" (ed. 1554), la cui versione sintetica in lingua tedesca, Bayerische Chronik, costituisce uno dei primi fondamentali documenti in lingua volgare di argomento storico. Seppur uomo di provata fede cattolica, Giovanni venne imprigionato nel 1528 a causa dei suoi contatti epistolari con esponenti di primo piano della Riforma protestante (fond. Lutero e Melantone) e per le sue idee apertamente contrarie agli eccessi delle gerarchie ecclesiastiche, al monachesimo ed alla compravendita delle indulgenze. Le amicizie altolocate di Giovanni gli garantirono però una rapida scarcerazione e la libertà di proseguire i suoi studi in piena autonomia (oltre agli Annales, pubblicò altre opere storiche di minor rilievo, raccolte in un'opera omnia pubblicata a Monaco di Baviera nel 1881-1886).

## Annales Bojorum
Il chronicon di Giovanni Aventino consta di sette tomi trattanti la storia della Baviera, intesa quale parte dell'ecumene, dalle origini sino all'anno 1460. L'opera viene considerata impregnata di un forte modernismo, capace di farne quasi una raccolta storiografica vera e propria.
La prima edizione, pubblicata ad Ingolstadt nel 1554, presentava notevoli omissioni causate dalle idee non gradite a Roma presenti nell'opera: tra le tante, eclatante è l'aperta scelta di campo dell'autore in favore del Sacro Romano Impero Germanico relativamente alla narrazione dei fatti occorsi durante la lotta con il Papato (v. Lotta per le investiture). Per un'edizione integrale si dovette aspettare il 1580, quando Nicolas Cisner diede alle stampa l'opera a Basilea.

## Lascito
- Un busto marmoreo di Giovanni Aventino venne collocato nel Walhalla (tempio) per ordine del Re Ludovico I di Baviera;
- Il birrificio G. Schneider & Sohn produce una birra weizen doppelbock chiamata Aventinus in ricordo di Giovanni Aventino.[2]

### Fonti
- T. Wiedemann, Johann Turmair gen. Aventinus, Freising, 1858
- W. Dittmar, Aventin, Nördlingen, 1862
- J. von Döllinger, Aventin und seine Zeit, München, 1877
- E. Dünninger, Johannes Aventinus: Leben und Werk des Bayerischen Geschichtschreibers, Rosenheim, 1977, ISBN 3-475-52190-3
- S. Riezler, Zum Schutze der neuesten Edition von Aventins Annalen, München, 1886
- F.X. von Wegele, Aventin, Bamberg, 1890

### Studi
- Aventinus, in Chisholm, Hugh [a cura di] (1911), Encyclopædia Britannica, 11. ed., Cambridge University Press.